# Lowell Mill Girls

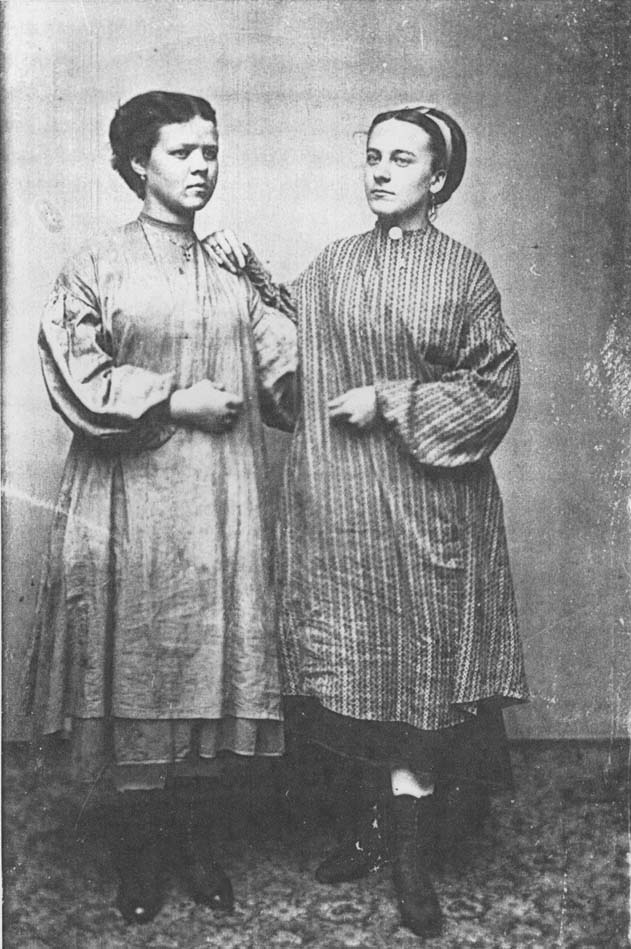
Ferrotype de deux jeunes ouvrières de Lowell (Massachusetts).

Lowell Mill Girls est le nom que reçurent les ouvrières du textile de la ville de Lowell (Massachusetts) au XIXe siècle. Les usines textile de Lowell, têtes de pont de la Révolution industrielle aux États-Unis, présentaient la particularité, unique pour l'époque, d'employer une main d'œuvre constituée aux trois-quarts de femmes âgées de 16 à 35 ans.
Recrutées dans les campagnes de Nouvelle-Angleterre, elles étaient soumises par leurs employeurs à un contrôle étroit qui devait garantir la moralité de leur comportement : logées dans des pensions, elles étaient placées sous la surveillance de chaperonnes. Cet entre-soi essentiellement féminin fut à l'origine d'une cohésion qui déboucha sur plusieurs conflits sociaux, ainsi que sur des campagnes de pétitions à l'adresse de la chambre des représentants de l'État, en faveur d'une législation sur les conditions et le temps de travail. Les ouvrières éditèrent également plusieurs magazines littéraires, comme le Lowell Offering qui publiait des essais, de la poésie et des fictions écrites par les ouvrières elles-mêmes.

## Industrialisation de Lowell
En 1814, l'entrepreneur Francis Cabot Lowell, avec les Associés de Boston, créa la Boston Manufacturing Company et bâtit une usine textile à côté de la Charles River à Waltham (Massachusetts). L'organisation adoptée différait du système de Rhode Island qui prévalait jusqu'alors, où seul le cardage et le filage étaient faits à l'usine tandis que le tissage était réalisé à la main, des mains le plus souvent féminines, dans les campagnes environnantes. L'usine de Waltham, la première usine textile intégrée des États-Unis, transformait au contraire le coton brut en vêtements dans un seul et même bâtiment. À sa mort, trois ans après la création de son entreprise, Francis Lowell laissa derrière lui un modèle qui avait fait ses preuves et que ses associés entendaient bien développer à une plus large échelle.
En 1821, des investisseurs créèrent la Merrimack Manufacturing Company et firent l'acquisition de nouveaux terrains à côte des chutes de Pawtucket à l'est de Chelmsford. En 1826, un redécoupage administratif donna naissance sur ces terres à un nouveau village qui prit le nom de Lowell en  Francis Cabot Lowell. En moins de 20 ans, une poignée de fermes éparses fut transformée en une cité industrielle dynamique qui comptait 32 usines textile, détenues par dix compagnies différentes. Les usines employaient près de 8 000 personnes, pour la plupart des femmes âgées de 16 à 35 ans, recrutées dans les fermes de Nouvelle-Angleterre,.
La ville acquit par ailleurs la réputation d'être un centre industriel innovant. Elle attira notamment l'économiste français Michel Chevalier lors d'une tournée américaine en 1834 et l'écrivain anglais Charles Dickens en 1842.

## La vie à Lowell

### Conditions de travail
Le système mis en place à Lowell combinait une mécanisation à grande échelle avec l'emploi d'une main d'œuvre en grande majorité féminine. Quelques filles qui venaient avec leur mère ou leur sœur aînée avaient à peine dix ans, d'autres étaient trentenaires mais l'âge moyen des employées tournait autour de 24 ans. Généralement engagées pour une durée d'un an, les nouvelles venues étaient parrainées par des opératrices plus expérimentées ; elles débutaient souvent comme employées de réserve et recevaient un salaires journalier fixe alors que les plus anciennes étaient payées à la pièce. La durée moyenne de séjour était de quatre ans.
Les employées travaillaient de 5 heures du matin à 7 heures du soir, soit 73 heures en moyenne par semaine,. Dans chaque atelier, 80 opératrices étaient supervisées par deux contremaitres de sexe masculin. Le bruit des machines était considéré comme « quelque chose d'épouvantable et d'infernal » et, bien que la température des salles fût élevée, les fenêtres étaient maintenues fermées pendant l'été afin de garantir des conditions optimales de travail du fil.  L'air était quant à lui rempli de particules de fils et de vêtements.

### Logement dans les pensions
Les ouvrières étaient logées à proximité des usines, dans des pensions appartenant à leurs entreprises où elles étaient très étroitement encadrées. Ces dispositions restrictives visaient en premier lieu à rassurer les parents des jeunes filles recrutées dans les campagnes de Nouvelle-Angleterre, pour qui le travail à Lowell était souvent la première expérience loin de leur famille. Le couvre-feu à 10 heures était de règle et les hommes n'étaient pas autorisés à pénétrer dans les foyers. Une pension accueillait environ vingt-cinq femmes qui se partageaient parfois des chambres à six. Une ouvrière décrivait ainsi son logement comme « un appartement petit, incommode et mal aéré contenant une demi-douzaine d'occupants ».
Les sorties étaient rares et les ouvrières travaillaient et mangeaient ensemble. La nature de leur travail leur permettait toutefois de s'arranger entre elles pour s'offrir de temps à autre une demi-journée de repos ; une fille effectuait dans ce cas le travail d'une autre en plus du sien, afin qu'aucun salaire ne soit perdu.
Les manufactures de Lowell payaient des salaires plus élevés que ceux trouvables dans les autres villes du textile, cependant le travail était pénible, et les conditions souvent malsaines. Bien que les sociétés de la ville aient menacé les réformistes du travail de licenciement ou de mise sur liste noire, de nombreuses Lowell Mill’ Girls protestèrent contre les réductions de salaire et les conditions de travail. Les travailleuses frappèrent par deux fois au cours des années 1830. Vinrent les années 1840, alors les réformistes du travail se regroupèrent pour promouvoir la journée de dix heures, face à une forte opposition des entreprises. Néanmoins, peu de grèves réussirent, et la main-d'œuvre de Lowell restera largement inorganisée.

## Les grèves de 1834 et 1836
Afin d'attirer la main d'œuvre féminine jusqu'à Lowell, les entreprises textiles de la région avaient pratiqué une politique de salaires élevés au regard des standards de l'époque (trois à cinq dollars par semaine). Mais la dépression économique conduisit le conseil d'administration des usines de Lowell à annoncer une réduction de salaires de 15 % à compter du 1er mars 1834.
Les ouvrières réagirent en organisant une grève et en retirant leurs économies des banques locales où elles étaient en dépôt, ce qui provoqua un début de panique dans les deux banques concernées. La grève fut un échec et, au bout de quelques jours, les ouvrières retournèrent travailler pour des salaires réduits, ou quittèrent la ville. 
Deux ans plus tard, en réponse à la sévère dépression économique qui continuait de sévir dans le pays, le Conseil d'administration des usines de la ville accorda une augmentation de loyer aux tenanciers de pensions, augmentation que les entreprises prirent intégralement en charge. Mais, en octobre 1836, les directeurs proposèrent une nouvelle augmentation dont le montant devait cette fois être acquitté par les travailleuses elles-mêmes. 
Les ouvrières répondirent immédiatement en formant la Factory Girls' Association dont le premier fait d'armes fut d'organiser une grève. À cette occasion, « une des filles grimpa sur une pompe et exprima ouvertement les sentiments de ses collègues de travail dans un discours soigné, déclarant qu'il était de leur devoir de résister à toutes les tentatives de couper les salaires. C'était la première fois qu'une femme parlait en public à Lowell, et l'événement causa la surprise et la consternation parmi son public... ».
Plus de 1 500 personnes participèrent à la grève – soit presque le double de la mobilisation qui avait eu lieu deux ans auparavant- perturbant sérieusement la production des usines de la ville. Contrairement au premier conflit, qui avait suscité l'indifférence ou même l'hostilité, la grève de 1836 suscita un soutien massif de la population. L'augmentation des loyers était en effet perçu comme une violation du contrat tacite entre employeurs et employés. L'ampleur du mouvement contraignit, après plusieurs semaines de grève, le conseil d'administration à annuler la hausse des loyers.

## Lowell Female Labor Reform Association

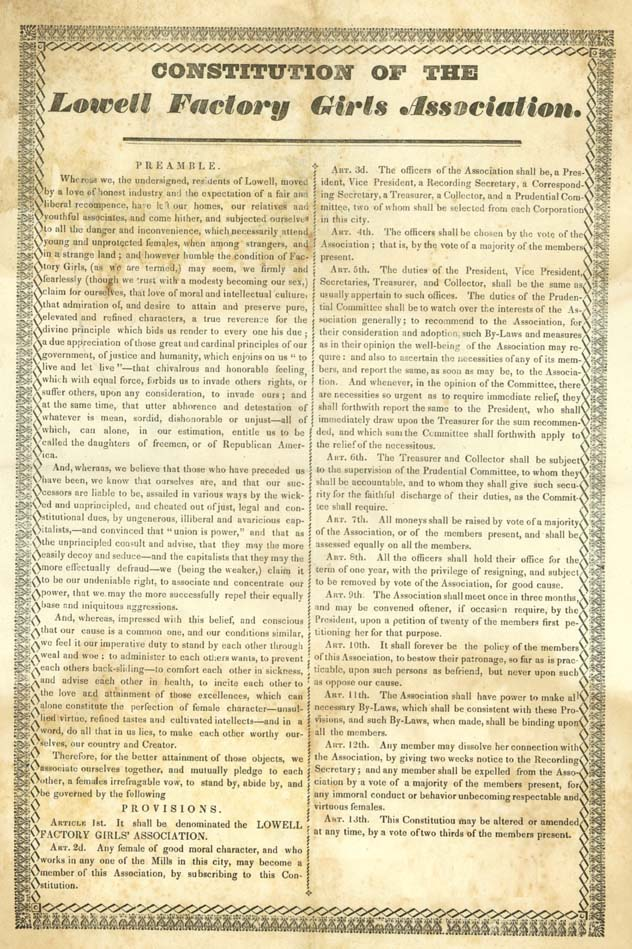
Constitution de la Lowell Factory Girls Association (1836)

Alors qu'en Grande-Bretagne, les revendications en faveur d'une réglementation du travail industriel se concrétisaient au travers des Factory Acts, la législation dans ce domaine était encore balbutiante aux États-Unis. Pour porter leurs revendications relatives aux conditions de travail devant l'Assemblée du Massachusetts, les travailleuses du textile de Lowell fondèrent sous l'impulsion de Sarah Bagley la Female Labor Reform Association (Association féminine pour la réforme du travail). Une de ses premières actions fut d'envoyer une pétition signée par 2000 ouvrières à l'attention de l'Assemblée du Massachusetts pour réclamer la journée de travail de dix heures. En réponse, les élus établirent un comité présidé par William Schouler, un élu de Lowell, pour enquêter et mener des entretiens auprès des travailleuses sur les conditions de travail dans les usines, et notamment sur les exigences qu'imposait aux organismes une journée de travail de douze heures. Ce fut la première enquête sur les conditions de travail menée par une institution gouvernementale aux États-Unis.
Le comité législatif conclut qu'il n'était pas du ressort de l'assemblée de déterminer la durée du temps de travail. Le FLRA critiqua violemment les conclusions du comité mené par Schouler et entrepris de mener campagne contre son président lors de l'élection suivante. Schouler fut défait mais l'influence des ouvrières de Lowell (qui n'avaient pas le droit de vote) paraît toutefois avoir été limité dans cet échec.
Les envois de pétition à l'attention de la législature du Massachusetts se poursuivirent et les auditions auprès du comité législatif devinrent un rendez-vous annuel. Bien que l'effort initial en faveur de la journée de 10 heures fût un échec, le FLRA continua de gagner des adhérentes et s'étendit aux villes environnantes. Elle s'affilia avec la New England Workingmen's Association (Association des travailleurs de Nouvelle-Angleterre), ce qui lui permit de se faire entendre au travers de la Voice of Industry (Voix de l'industrie), le journal de l'organisation. Sous la pression, toujours croissantes, des ouvrières, le conseil d'administration des usines diminua de 30 minutes la durée de la journée de travail en 1847.

## Immigration irlandaise et canadienne
L'expansion rapide de l'industrie textile de Nouvelle-Angleterre dans les années 1850 et 1860 rendit insuffisant le recours à la main d'œuvre rurale de Nouvelle-Angleterre. Pour faire face à la pénurie de bras, les recruteurs se tournèrent vers les immigrants irlandais arrivés depuis peu aux États-Unis à la suite de la Grande Famine en Irlande.
Pendant la guerre de Sécession, beaucoup des usines de Lowell virent leur activité stoppée par le blocage de l'approvisionnement en coton en provenance du Sud du pays. Après-guerre, les usines purent rouvrir, se tournant cette fois vers le Canada français pour recruter de nouvelles ouvrières. Malgré la forte proportion d'immigrants irlandais et canadiens fraichement arrivés dans la ville, les femmes originaires de Nouvelle-Angleterre restèrent majoritaires dans les usines jusqu'au milieu des années 1880.